# Both Sides, Now
«Both Sides, Now», ("Por Ambos Lados, Ahora") es una de las canciones más conocidas de Joni Mitchell. Grabada primero por Judy Collins en 1967, apareció posteriormente en el álbum de Clouds de Mitchell en 1969. Ella regrabó la canción en una exuberante versión orquestada en su álbum Both Sides Now del 2000; esta versión posteriormente apareció en la banda sonora de la película de 2003 Love Actually y fue interpretada por Sara Bareilles durante la 89.os Premios de la Academia' In Memoriam homenaje.

## Trasfondo
Mitchell escribió "Both Sides, Now" en marzo de 1967, inspirada en un pasaje de Henderson, el Rey de la Lluvia, una novela de Saul Bellow de 1959.
"Estaba leyendo la novela de Saul Bellow, "Henderson, el Rey de la Lluvia" en un avión y el comienzo del libro pasa también en un aeroplano. Él está en camino a África, mira hacia abajo y ve esas nubes. Dejé el libro, miré por la ventana y vi las nubes, y entonces me puse a escribir la canción. Yo no tenía ni idea de que la canción iba a ser tan popular como lo fue".
"Por Ambos Lados, Ahora" está escrita en fa sostenido mayor. La canción utiliza una versión modificada de la progresión de acordes I–IV–V.
En abril de 2000 Mitchell cantó la canción con una orquesta de 70 músicos al final de la celebración dedicada a ella en el Hammerstein Ballroom de Nueva York. La versión fue incluida en la banda sonora de la película Love Actually.

## La versión de Judy Collins

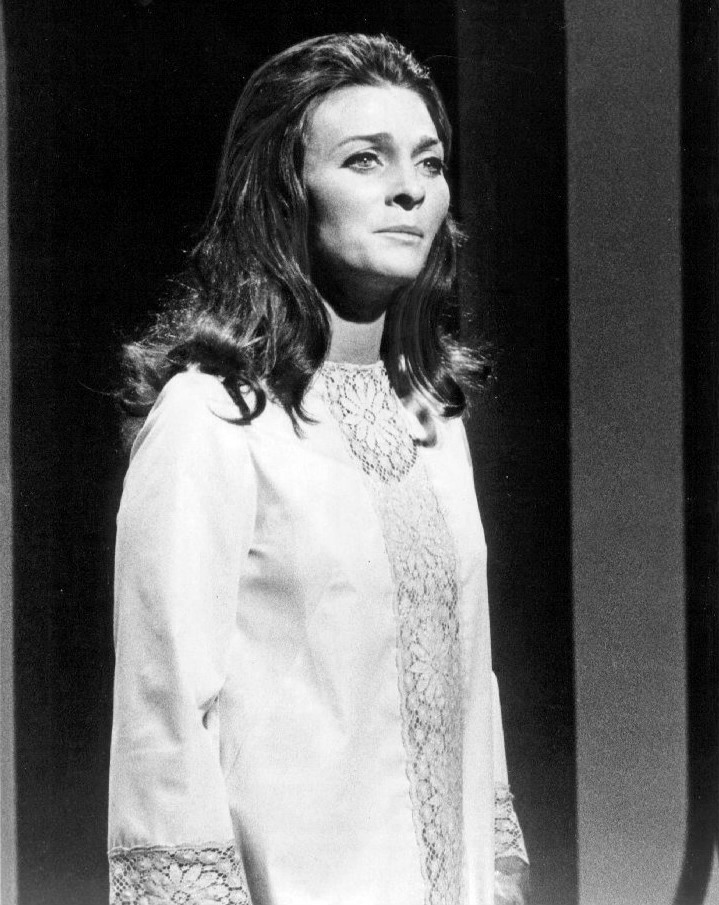
Judy Collins solo performance 1967

Judy Collins grabó la primera versión comercial de la canción, poco después de que Mitchell la escribió, en 1967, en su álbum Wildflowers. En octubre de 1968, fue lanzada como single, alcanzando el N.º 8 en los Estados Unidos en diciembre. También alcanzó el N.º 6 en Canadá. A principios de 1969 ganó un Premio Grammy para la Mejor Grabación Folk. El registro alcanzó su punto máximo en N.º 3 en la lista Billboard Fácil de Escuchar y se ha convertido en una de las canciones emblemáticas de Collins.
Rolling Stone clasificó a "Both Sides, Now" en el N.º 171 en su lista de Las 500 Mejores Canciones de Todos los tiempos.
Es la canción que suena durante los títulos de crédito de la película "Hereditary".

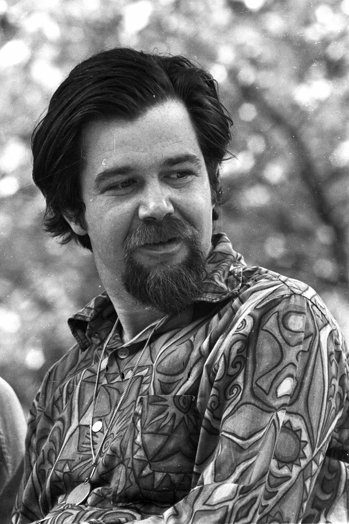
Dave Van Ronk

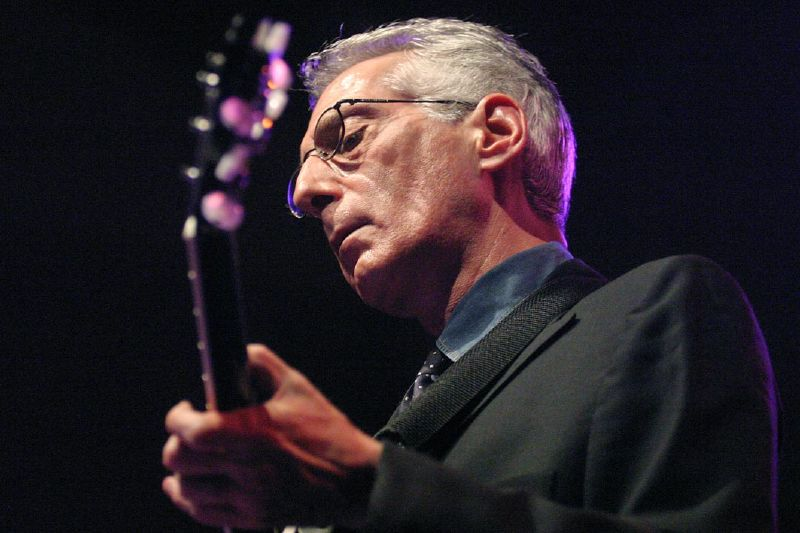
Pat Martino

## Otras versiones
La canción ha sido grabada por muchos otros artistas a través de las décadas. Para su versión, la leyenda folk Pete Seeger ha añadido un cuarto verso con su permiso. Fairport Convention grabó la canción como una demo en el año 1967. La grabación no estuvo disponible hasta el año 2000, sin embargo, cuando apareció en El Guv Vol 4 de Ashley Hutchings. (Una grabación en vivo con Judy Dyble de 1981, se incluye en el álbum de Fairport del Moat on the Ledge.)

### Década de los años 1960
- Dave Van Ronk grabó la canción bajo el título de "Nubes" para su álbum de 1967 Dave Van Ronk and the Hudson Dusters.
- Anne Murray grabó la canción para su álbum debut de 1968, What About Me.
- Claudine Longet ha grabado una versión en francés de la canción para su álbum de 1968 Colores.
- Frank Sinatra grabó la canción bajo el título de "From Both Sides Now" en su álbum de 1968 Cycles.
- Harpers Bizarre grabó la canción para su álbum de 1968 Vida Secreta de Harpers Bizarre.
- Leonard Nimoy grabó la canción para su álbum de 1968 La Manera en que me siento.Pete Seeger 1986

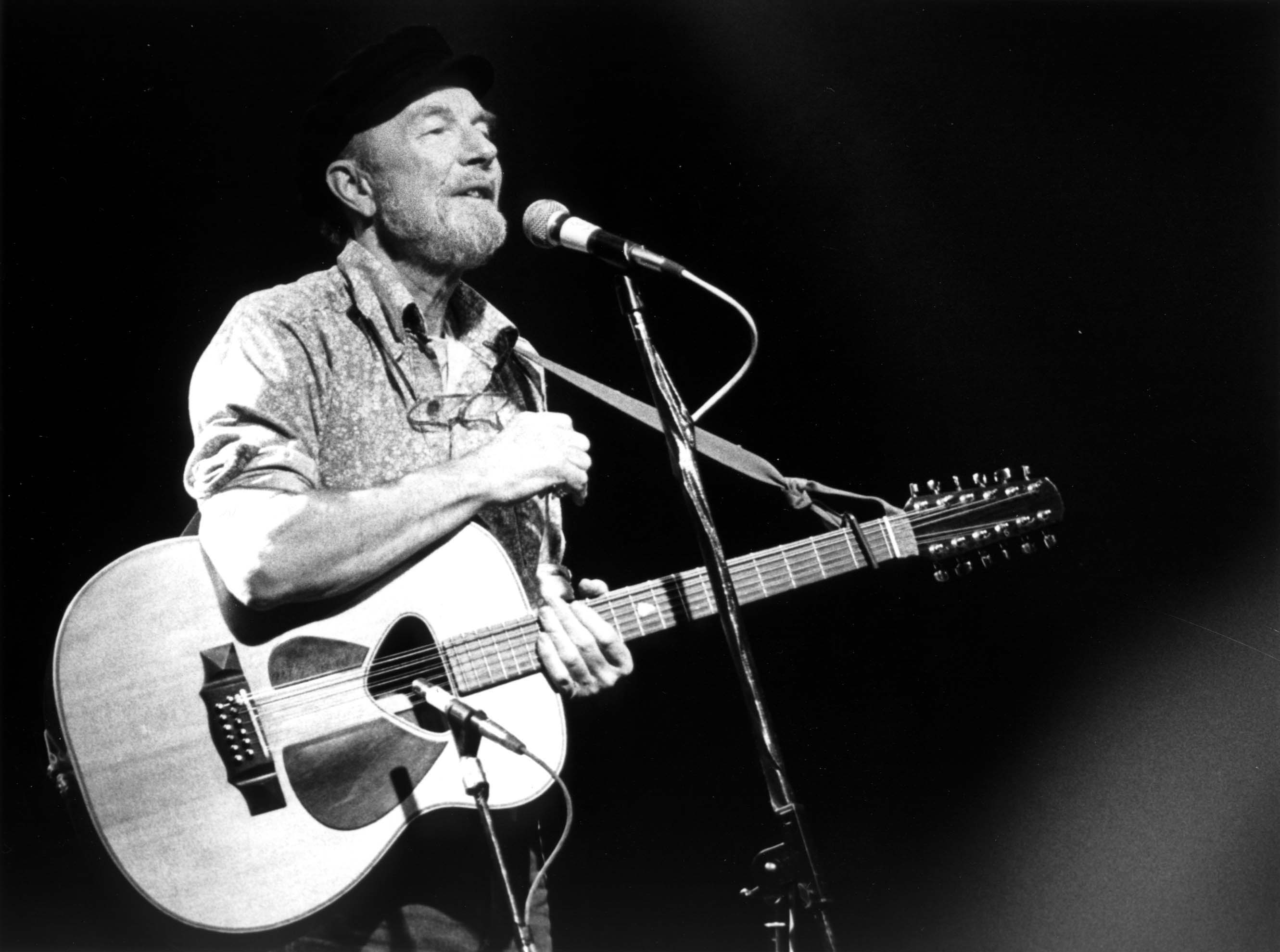
Pete Seeger 1986

- Marie Laforêt ha grabado una versión en francés de la canción adaptada con una letra de Eddy Marnay en 1968 bajo el título de "Je n'ai rien appris".
- Robert Goulet grabó la canción para su álbum de 1968 Ambos Lados Ahora.
- Christine Charbonneau grabó su propia versión de la canción bajo el título de "Je n'avais pas compris", lanzado en Quebec en el año 1969 en la Gamma Records.
- Bing Crosby grabó la canción para su álbum de 1969 Hey Jude / Hey Bing!, y cantó una interpretación de la canción en el TV show de variedades The Hollywood Palace.
- Ed Bruce registró una versión country de la canción para su álbum de 1969 Shades of Ed Bruce.
- Dion grabó la canción bajo el título de "Desde Ambos Lados Ahora" en su álbum Dion.
- Jimmie Rodgers grabó la canción para su álbum de 1969 Molinos de viento de tu mente.
- Nana Mouskouri grabó la canción bajo el título de "Je n'ai rien appris" en su álbum de 1969 Dans le soleil et dans le vent.
- Neil Diamond grabó la canción para su álbum de 1969 a Touching You, Touching Me.
- Oliver grabó la canción para su álbum de 1969 Good Morning Starshine.[8]
- Pete Seeger grabó la canción para su álbum de 1969 para los niños y los ancianos llamado Joven vs Viejo. Seeger añadido un más optimista cuarto verso a la canción.
- Tirso Cruz III grabó la canción para su álbum de 1969 Tirso Cruz III.
- Los Osmond Brothers grabaron la canción, bajo el título de "Clouds", en el álbum de 1968 El Maravilloso Mundo de Los Hermanos Osmond.

### Década de los años 1970
- Andy Williams grabó la canción para su álbum de 1970 Raindrops Keep Fallin' on My Head.Willie UK2K7 2

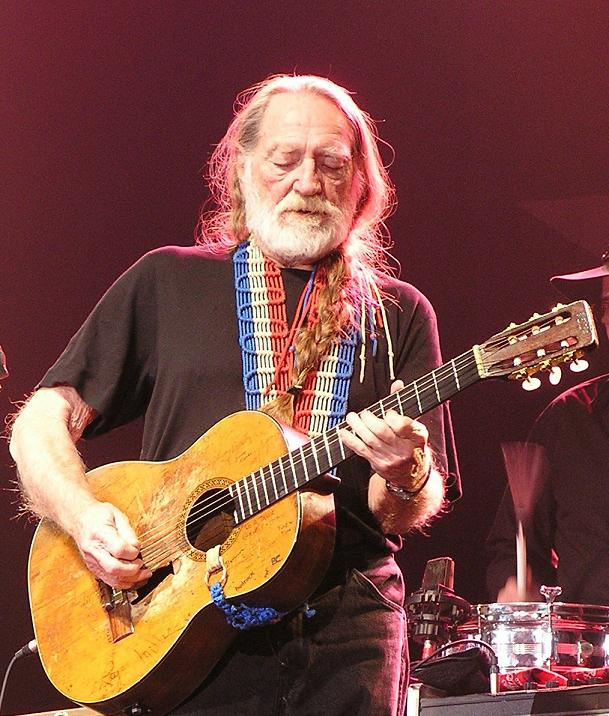
Willie UK2K7 2

- Cilla Black grabó la canción para su álbum de 1970 Sweet Inspiration.
- Engelbert Humperdinck interpretó la canción en 1970 en "El Engelbert Humperdinck Show".
- Larry Santos grabó una versión pop de la canción para su álbum de 1970 Mornin' Sol.
- Euson lanzó la canción como un sencillo en 1970. Su versión se hizo N.º 7 en el Dutch Top 40.[9]
- Glen Campbell, grabó la canción para su álbum de 1970 Probar un Poco de Amabilidad.
- Willie Nelson grabó la canción para su álbum de 1970 Both Sides Now.
- Hugh Masekela grabó una versión instrumental en su álbum de 1970 Reconstrucción.
- El guitarrista brasileño Bola Sete grabó una versión instrumental en su disco de 1971 Workin' on a Groovy Thing.
- Roger Whittaker grabó la canción para su disco de 1971 Mundo Nuevo en la Mañana.
- Gene Puerling en el disco de 1971 A Capella.
- Pat Martino grabó una versión instrumental de guitarra de la canción en su álbum Conciencia de 1974.

### Décadas de los años 1980 y 1990
- Michael Feinstein grabó la canción para su compilación Rubáiyát, de 1990, donde se celebra el 40 aniversario de Elektra Records.
- Clannad publicó una versión a dúo con el cantante británico Paul Young para la banda sonora de la película de 1991 Switch.
- Hole grabó la canción bajo el título de "Clouds" para su álbum de debut de 1991 Pretty on the Inside.
- Dianne Reeves grabó la canción para su álbum de 1994 Tranquilidad después de la tormenta.
- Randy Scruggs grabó una versión instrumental de la canción en su álbum de 1998, Corona de Joyas.
- Sharon Cuneta grabó la canción para su álbum de 1999 When I Love, y fue lanzada como single del álbum. La canción fue posteriormente utilizada como tema para su película de 2002, Magkapatid (Hermanos).
- Pat Martino grabó la canción con la voz de Cassandra Wilson en su álbum de 1997 All Sides Now.
- En Sesame Street, Telly hizo una parodia de la canción que se llama "Tres Lados" en que canta acerca de las formas que él ama, que son triángulos.

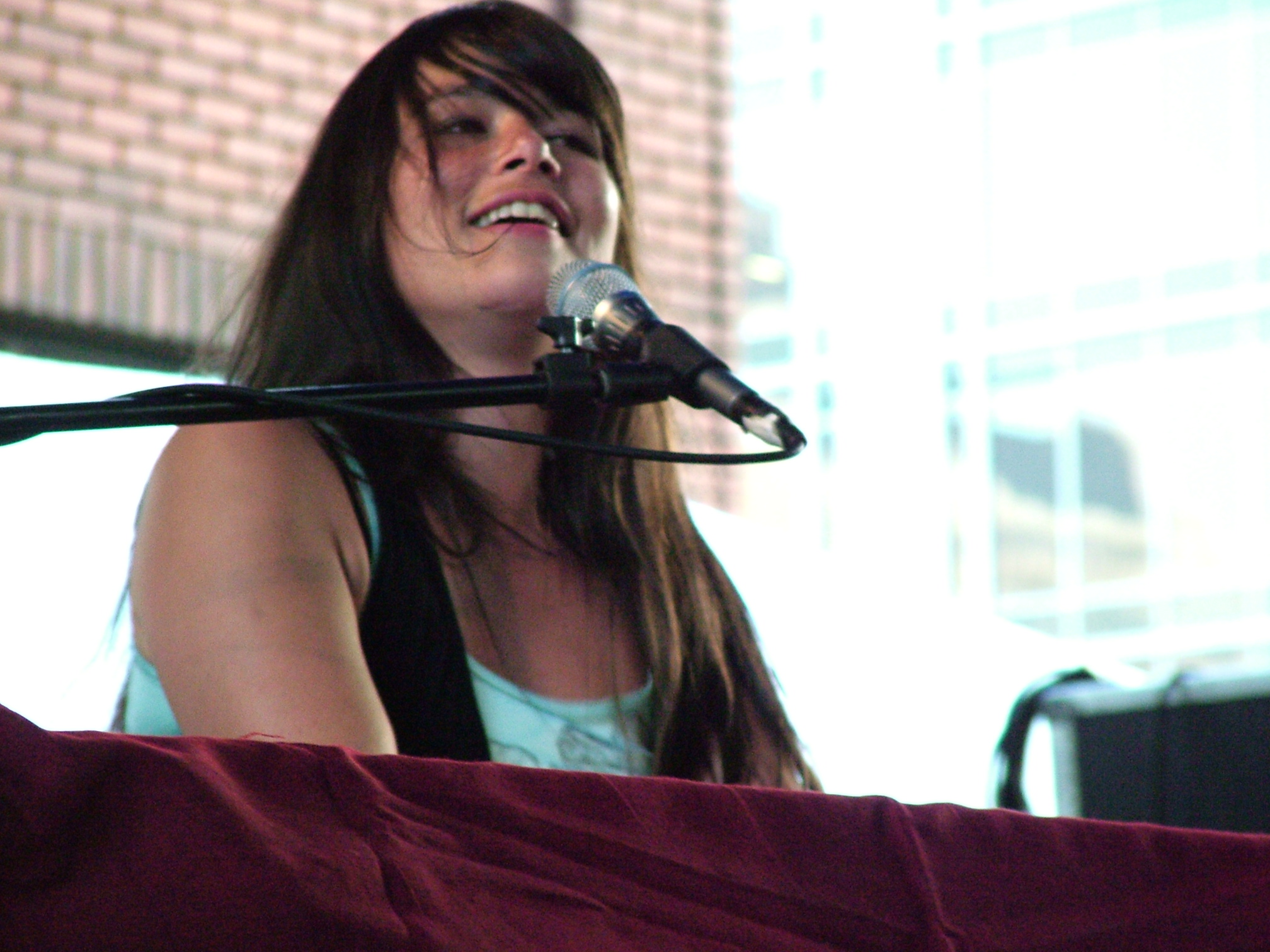
Rachael Yamagata2005

### Década de 2000
- Cæcilie Norby y Dianne Reeves interpretaron a dúo la canción en Jazz Baltica 2004 (Salzau, Germany) con Romero Lubambo - guitarra, Russell Malone - guitarra, Lars Danielsson - contrabajo.
- Dolly Parton grabó la canción para su álbum de 2005 Those Were the Days . La versión tenía el acompañamiento vocal de Judy Collins.
- Tori Amos (2005)[10]
- Hayley Westenra grabó la canción para su álbum de 2005 Odisea.
- Håkan Hellström publicó una versión de la canción en sueco en 2006. Su versión se titula "Båda sidor, nu".[11]
- Michael Lington grabó la canción para su álbum de 2006 A Song for You.[12][13]
- Herbie Hancock grabó una versión instrumental de la canción para su álbum de 2007, River: The Joni Letters. La versión de la canción estuvo nominada para un 2008 Grammy Premio para el Mejor Álbum de Jazz Instrumental y el álbum ganó el 2008 Grammy al Álbum del Año.
- Paul Anka grabó la canción para su 2007 álbum Canciones Clásicas, Mi Manera.Sara Bareilles at the Warfield

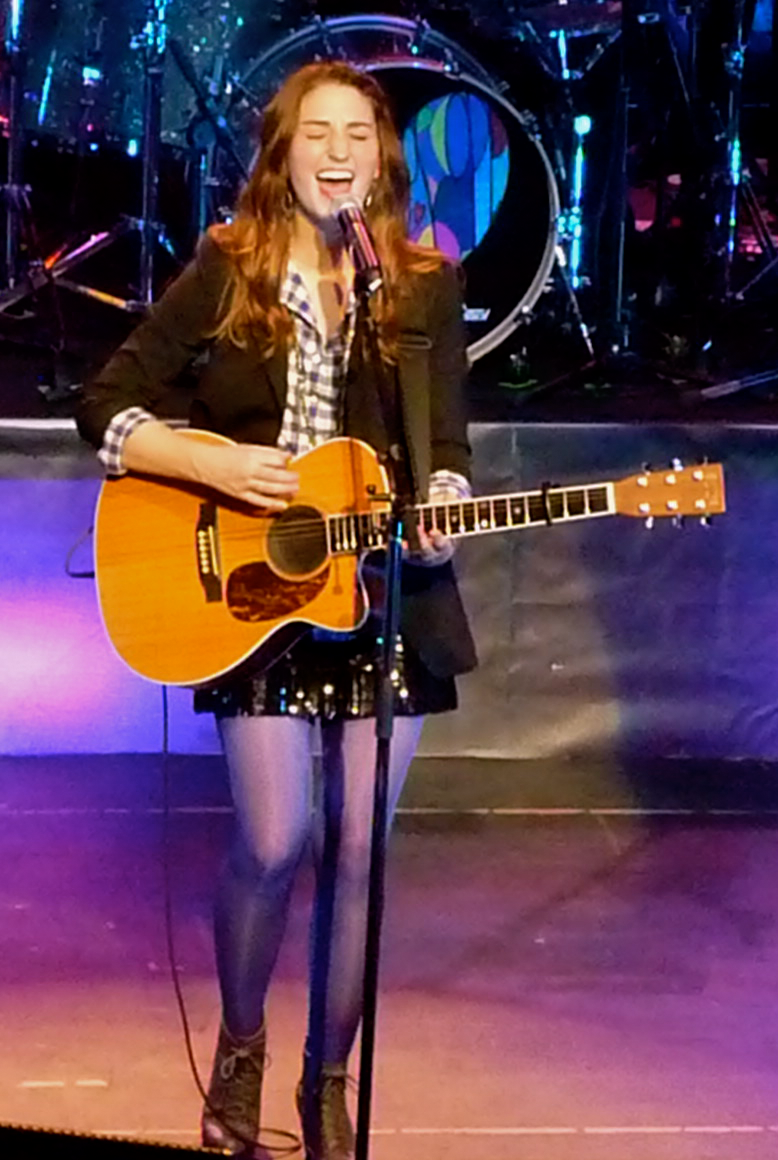
Sara Bareilles at the Warfield

- Allison Moorer grabó la canción para su álbum de 2008, Mockingbird.
- John Barrowman grabó la canción para su álbum de 2008, Música, Música.
- Linda Eder grabó la canción para su 2008 álbum El Otro Lado de Mí.
- Lara Fabian grabó la canción para su 2009 álbum Cada Mujer En Mí.
- Rachael Yamagata grabó la canción para su álbum de 2009 The Village, un álbum de tributo a la escena de música folk del Greenwich Village de Nueva York en los años 60.
- Ronan Keating grabó la canción para su álbum de tributo a su madre de 2009, Canciones para Mi Madre.

### Década de los años 2010
- Roch Voisine grabó la canción para su álbum de versiones de 2010 Americana III: California.
- The Idea of North grabó la canción para su álbum de 2011 Extraordinary Tale.
- Susan Boyle grabó la canción para su álbum de 2011 Someone to Watch Over Me.
- Orla Fallon actuó la canción en su disco de 2011 My Land.
- Carly Rae Jepsen grabó la canción para su EP de 2012 Curiosity.
- Melanie C grabó la canción en 2012 para su álbum de versiones de grandes musicales Stages.[14]
- Sarah Lee Guthrie & Johnny Irion y los Rondó Bros) grabaron una versión folk en su single de 2012, A Valentine.
- La vocalista de jazz danesa Cæcilie Norby grabó la canción para su álbum de 2015 "Just the Two of Us", acompañada por el bajista Lars Danielsson.
- La banda californiana Los Cenzontles ("The Mockingbirds") grabaron la canción para su álbum "Covers" editado en el año 2016, donde interpretan versiones latinas de canciones de artistas como Jimi Hendrix, Randy Newman, David Bowie, ELO, Bob Dylan, The Killers, Robert Palmer, The Pogues & Sixto Rodriguez.
- Sara Bareilles actuó la canción en los 89.os Premios de Academia en Los Ángeles el 26 de febrero de 2017 durante el "En Memoriam" de la ceremonia.

## "Referencias
1. ↑  Hilburn, Robert (8 de diciembre de 1996). «Both Sides, Later». Los Angeles Times. Consultado el 12 de junio de 2011.
2. ↑  Bellow, Saul (1985). Henderson the Rain King. Penguin Books. p. 280. ISBN 0-14-007269-1. «We are the first generation to see the clouds from both sides.»
3. ↑  Whitesell, Lloyd (2008).
4. ↑  «Joni Mitchell Library - JONI'S JAMBOREE 19 singers use 15 songs & show why Mitchell matters: New York Daily News, April 16, 2000». jonimitchell.com. Consultado el 3 de septiembre de 2016.
5. ↑  Canada, Library and Archives (17 de julio de 2013). «Image : RPM Weekly». Consultado el 3 de septiembre de 2016.
6. ↑  «Wildflowers - Judy Collins : Awards». Allmusic. Consultado el 23 de junio de 2012.
7. ↑  «The 500 Greatest Songs of All Time: #171 Joni Mitchell, 'Both Sides,Now'». Archivado desde el original el 26 de agosto de 2011. Consultado el 16 de junio de 2012.
8. ↑  Oliver, Good Morning Starshine Retrieved March 10, 2012.
9. ↑  «Tori Amos Song Summary». Toriset.org. Consultado el 4 de enero de 2012.
10. ↑  «Jag hatar att jag älskar dig och jag älskar dig så mycket att jag hatar mig» (en sueco). Svensk mediedatabas. 2006. Consultado el 18 de marzo de 2015.
11. ↑  «Michael Lington - A Song for You». SmoothViews.com.
12. ↑  «A Song for You overview». Allmusic.com.
13. ↑  Entrada Wikipedia en inglés de Stages